# Comuna Starîi Iarîciv, Kameanka-Buzka
Starîi Iarîciv (în ucraineană Старий Яричів) este o comună în raionul Kameanka-Buzka, regiunea Liov, Ucraina, formată din satele Kukeziv, Rudanți, Starîi Iarîciv (reședința) și Țeperiv.

## Demografie
Componența lingvistică a comunei Starîi Iarîciv
     Ucraineană (99,93%)
     Alte limbi (0,07%)
Conform recensământului din 2001, majoritatea populației comunei Starîi Iarîciv era vorbitoare de ucraineană (99,93%), existând în minoritate și vorbitori de alte limbi.